# Albanie au Concours Eurovision de la chanson 2015
L'Albanie a annoncé sa participation au Concours Eurovision de la chanson 2015 à Vienne, en Autriche le 31 octobre 2014. Le pays y a été représenté par Elhaida Dani et son titre I'm Alive.

## Sélection
L'Albanie utilisa le Festivali I Këngës pour sélectionner son représentant. L'émission consistait en deux demi-finales, qui se sont tenues les 26 et 27 décembre, puis en une finale, le 28 décembre. 
26 chansons participèrent au Festival.

### Première demi-finale
| Ordre | Artiste                          | Chanson           | Traduction                   | Résultat  |
| ----- | -------------------------------- | ----------------- | ---------------------------- | --------- |
| 01    | Enver Petrovci                   | Të vranë bukuri   | Ils t'ont tuée beauté        | Qualifiée |
| 02    | Revolt Klan                      | Më mungon         | Tu me manques                | Éliminée  |
| 03    | Julian Gjojdeshi                 | Himn jëtes        | Hymne à la vie               | Éliminée  |
| 04    | Florent Abrashi & Sigi Bastri    | Eklips mbi oqean  | Éclipse au-dessus de l'océan | Éliminée  |
| 05    | Mersela Cibukaj                  | S'muj             | Je ne peux pas               | Qualifiée |
| 06    | Erga Halilaj                     | Ti s'më njeh      | Tu ne me connais pas         | Qualifiée |
| 07    | Saimir Braho                     | Kristal           | Cristal                      | Qualifiée |
| 08    | Kladi Musabelliu                 | Vetëm te ti besoj | Je ne crois qu'en toi        | Qualifiée |
| 09    | Besjana Mehmeti & Shkodran Tolaj | Kështjella        | Le château                   | Qualifiée |
| 10    | Estela Brahimllari               | Kjo natë          | Cette nuit                   | Qualifiée |
| 11    | Lindita Halimi                   | S'të fal          | Je ne te pardonne pas        | Qualifiée |
| 12    | Gr. Offchestra                   | Bajram            | -                            | Éliminée  |
| 13    | Venera Lumani                    | Dua te jetoj      | Je veux vivre                | Qualifiée |

### Deuxième demi-finale
| Ordre | Artiste               | Chanson               | Traduction                 | Résultat  |
| ----- | --------------------- | --------------------- | -------------------------- | --------- |
| 01    | Jozefina Simoni       | Mendje trazi          | Esprit agité               | Qualifiée |
| 02    | Altin Goci            | Rock për gjithë jëten | Rock pour toute l'éternité | Qualifiée |
| 03    | Bojken Lako Band      | Të ndjej              | Je te sens                 | Qualifiée |
| 04    | Elhaida Dani          | Diell                 | Soleil                     | Qualifiée |
| 05    | Kelly                 | Nese ti do            | Si tu veux                 | Éliminée  |
| 06    | Rezarta Smaja         | Më rrembe             |                            | Qualifiée |
| 07    | Gr. Aurora            | Maria                 | -                          | Éliminée  |
| 08    | Ana Gramo             | Në koma               | Dans le coma               | Éliminée  |
| 09    | Mjellma Berisha       | Sot jetoj             | Aujourd'hui je vis         | Qualifiée |
| 10    | Emi Bogdo             | Një femër             | Une femme                  | Qualifiée |
| 11    | Agim Poshka           | Ne rrugën tonë        | Sur notre chemin           | Qualifiée |
| 12    | Enxhi & Xhejn Kumrija | Njeri                 | Humain                     | Éliminée  |
| 13    | Gjergj Leka           | Himn                  | Hymne                      | Qualifiée |

### Finale
La finale fut remportée par Elhaida Dani et sa chanson Diell, avec un total de 82 points.
| Ordre | Artiste                          | Chanson               | Points | Place |
| ----- | -------------------------------- | --------------------- | ------ | ----- |
| 01    | Besjana Mehmeti & Shkodran Tolaj | Kështjella'           | 31     | 04    |
| 02    | Bojken Lako Band                 | Të ndjej              | 62     | 02    |
| 03    | Emi Bogdo                        | Një femër'            | 18     | 10    |
| 04    | Lindita Halimi                   | S'të fal              | 45     | 03    |
| 05    | Mjellma Berisha                  | Sot jetoj             | 22     | 08    |
| 06    | Enver Petrovci                   | Të vranë bukuri       | 12     | 12    |
| 07    | Erga Halilaj                     | Ti s'më njeh          | 15     | 11    |
| 08    | Rezarta Smaja                    | Më rrëmbe             | 23     | 07    |
| 09    | Jozefina Simoni                  | Mendje trazi          | 12     | 12    |
| 10    | Venera Lumani                    | Dua të jetoj          | 20     | 09    |
| 11    | Altin Goci                       | Rock për gjithë jetën | 09     | 14    |
| 12    | Gjergj Leka                      | Himn                  | 24     | 06    |
| 13    | Klajdi Musabelliu                | Vetëm te ti besoj     | 00     | 18    |
| 14    | Saimir Braho                     | Kristal               | 03     | 15    |
| 15    | Estela Brahimllari               | Kjo natë              | 00     | 18    |
| 16    | Mersela Çibukaj                  | S'muj                 | 28     | 05    |
| 17    | Agim Poshka                      | Në rrugën tonë        | 00     | 18    |
| 18    | Elhaida Dani                     | Diell                 | 82     | 01    |

- Chanson gagnante
- Chanson ayant terminée deuxième
- Chanson ayant terminée troisième

Initialement, la chanson Diell était donc la chanson que Elhaida Dani aurait dû interpréter à l'Eurovision, elle en avait même prévu la traduction en anglais. Cependant, elle annonça personnellement, le 24 février 2015, via sa page Facebook que l'auteur de la chanson, pour des raisons personnelles, avait décidé de retirer sa chanson de l'Eurovision. Elhaida dut donc choisir un nouveau morceau, intitulé I'm alive. La chanson est présentée le 15 mars 2015.

## À l'Eurovision
L'Albanie participa à la première demi-finale, le 19 mai 2015. Obtenant 63 points, le pays arriva 10e et sa qualifia pour la finale du 23 mai. Ce fut la première qualification du pays depuis 2012. Lors de la finale, l'Albanie se classe 17e avec 34 points.